# Илиокоми
Илиокоми (грч. Ηλιοκώμη) је насељено место у општини Амфипољ у периферији Средишња Македонија, Грчка. Према попису из 2021. године било је 288 становника.
Према бугарском географу и историчару, Василу Канчову, у Илиокомију је 1900. године живело 200 Турака и 160 Грка. Године 1923. турско становништво је принудно исељено у Турску а на њихово место су насељене грчке избегличке породице, укупно 441 особа. На попису из 1928. године Илиокоми је имао 972 становника. Село се раније звало Череплен.